# Bankhurst's Barske Bold Børger
Bankhurst's Barske Bold Børger (engelsk: Lags Eleven) er en humoristisk fodbold-tegneserie. Den udkom i det britiske blad Scorcher Comics og på dansk i Seriemagasinet, hvor BBBB, som de ofte blev forkortet, var fast og populært inventar i. Historierne blev senere udgivet i egne hæfter, 6 stykker. På dansk er den i sort-hvid.
Serien blev skrevet af Fred Baker og tegnet af Douglas Maxted. 
Ifølge Carsten Søndergaard i indlæg på Serieland skal det danske navn tilskrives den daværende redaktør Uno Krüger. Ifølge retskrivningsordbogen skulle navnet være stavet Bankhursts barske boldbørger eller evt. Bankhursts Barske Bold-Børger.
Serien fortæller historien om et fodboldhold bestående af indsatte i fængslet Bankhurst. De tre gennemgående figurer i serien er de to indsatte, Willie "Geniet" Smith og Tosse-Lars, samt fængselsinspektøren, "Surkål" Benson. At "Geniet" og Tosse-Lars er de egentlig bærende kræfter i serien understreges af, at man i en af historierne endda flytter dem til et helt nyt fængsel, hvor de opbygger et nyt hold.

## Hæfter i serien
- Bankhurst's Barske Bold Børger 1
- Bankhurst's Barske Bold Børger 2
- Bankhurst's Barske Bold Børger 3
- Bankhurst's Barske Bold Børger 4
- Bankhurst's Barske Bold Børger 5
- Bankhurst's Barske Bold Børger 6